# Мирослав Слама
Мирослав Слама (чеш. Miroslav Sláma; Требич, 3. август 1917 − Таузанд Оукс, Калифорнија, 30. новембар 2008) био је чехословачки хокејаш на леду који је играо на позицији одбрамбеног играча.
У дресу репрезентације Чехословачке освојио је титулу светског првака на светском првенству 1947, а био је и део олимпијског тима Чехословачке на Зимским олимпијским играма 1948. у швајцарском Санкт Морицу где је освојио сребрну медаљу.
Пред крај Другог светског рата ухапшен је од стране нацистичких власти и интерниран у концентрациони логор Терезин где је био затворен све до ослобађања логора од стране Црвене армије 8. маја 1945. године. Искористио је хокејашки турнир у Давосу, одржан током децембра 1948. године да би пребегао у Швајцарску где је наредних 5 година играо хокеј и радио као хокејашки тренер. Потом прелази у Сједињене Државе где се убрзо запослио као библиотекар.